# ニュージェダイオーダーシリーズ
ニュー・ジェダイ・オーダー・シリーズは映画『スター・ウォーズシリーズ』のスピンオフ小説の一つ。前半は別銀河からの侵略者ユージャン・ヴォングの前に新共和国が大惨敗を重ね、崩壊していく様、後半はそれに対するルークたちの攻勢を描いた作品。『フォースの覚醒』以降に作成された映画とはパラレルワールドの関係となる非正史（レジェンズ）に区分されている。

## 概要
新共和国と帝国が平和協定を締結し、平和と繁栄を謳歌していた銀河系。しかし突然別銀河からユージャン・ヴォングによる侵略が始まる。ユージャン・ヴォングの驚異的なバイオテクノロジーと勇猛の前に堕落した元老院と新共和国軍は各地で惨敗を重ね士気は暴落、新共和国を裏切りユージャン・ヴォングと結託する惑星も相次いだ。ルーク・スカイウォーカーを始めとするジェダイ・オーダーも奮闘するが、フォースを持たない彼等の存在とジェダイの教義の整合性を巡って半ば分裂状態になる。圧倒的な武力には敵わず遂に首都惑星コルサントが陥落し、新共和国は崩壊した。そして残党は共に敵の脅威に脅かされていた帝国やヘイピーズ・コンソーティアムなど銀河系の各勢力を統合し、新たなに銀河連合自由同盟を結成。邪悪な侵略者に決死の戦いを挑むのであった…。